# Peter Simonischek
Peter Simonischek (Graz, 6 de agosto de 1946 — Viena, 29 de maio de 2023) foi um ator austríaco. Venceu em 2017 o European Film Award na categoria de melhor ator por seu trabalho em Toni Erdmann.

## Filmografia
- Fürchten und Lieben (1988) - Massimo
- Erfolg (1991) - Martin Krüger
- Der Berg (1991) - Kreuzpointner
- Hierankl (2003) - Goetz Hildebrand
- Ludwig II (2012) - Ludwig Freiherr von der Pfordten
- Oktober November (2013) - Pai
- Rubinrot (2013) - Lord
- Toni Erdmann (2016) - Winfried Conradi / Toni Erdmann

## Morte
Simonischek morreu no dia 29 de maio de 2023, aos 76 anos.